# Révfülöp
Het dorp Révfülöp ligt in Hongarije op 20 km ten oosten van Szigliget en 12 km van het westelijk gelegen Badacsonytomaj, aan de noordwestelijke zijde van het Balatonmeer.
Dit kleine dorp aan het Balatonmeer leeft voornamelijk van het toerisme. Het heeft meerdere motels en kamers (szoba) te huur in vakantiewoningen. In de buurt ligt een fraai landschap met tegen de hellingen wijngaarden en bossen. Daartussen liggen ruïnes van burchten die vroeger dit gebied tegen aanvallen moesten beschermen. Links van de weg en aan de oever van het meer staan rijen populieren. Tussen de weg en het meer loopt een spoorlijn. Er is een camping aan het water aanwezig genaamd Napfény (zonneschijn).
Révfülöp heeft een station, waar de stoptrein langskomt die rond het hele meer gaat.